# 中山義孝
中山 義孝（なかやま よしたか、1982年8月6日 - ）は、日本の元ラグビー選手。

## プロフィール
- 福岡県出身。
- ポジションはフランカー(FL)。
- 身長 184cm、体重 106kg
- ニックネームはゴン[1]、タマちゃん。
- 日本代表キャップは11。
- 関西代表に選ばれたことがある[2]。

## 略歴
2001年、大分舞鶴高校卒業後、同志社大学に入る。
2005年、同志社大学卒業後、トヨタ自動車ヴェルブリッツに加入。
2006年9月3日に行われたジャパンラグビートップリーグ第1節の三洋電機ワイルドナイツ戦に先発出場で公式戦初出場を果たす。
2012年、現役を引退した。

## 受賞歴
- 2010-11ベストフィフティーン